# Bahnhof Plzeň-Jižní předměstí

Der Bahnhof Plzeň-Jižní předměstí (deutsch wörtlich: Pilsen-Südvorstadt) ist eine Betriebsstelle der Bahnstrecken (Wien–) Plzeň–Cheb und Praha-Smichov–Furth im Wald auf dem Stadtgebiet von Pilsen in Tschechien.

## Geschichte

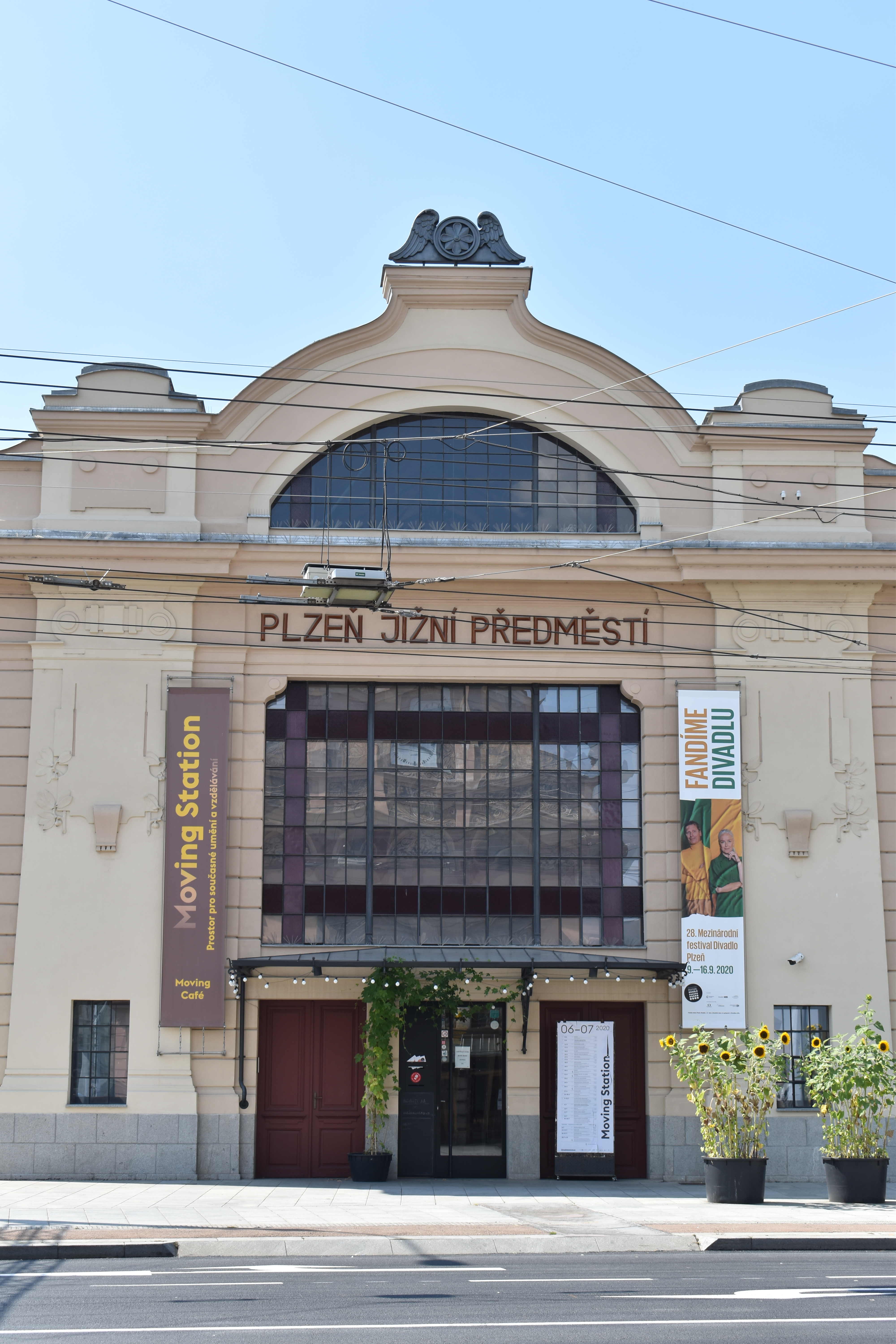
Aufnahmsgebäude West mit Theater, Straßenseite (2020)

Der Bahnhof wurde zwischen 1903 und 1904 an den hier parallel verlaufenden Strecken Wien–Eger und Prag–Furth im Wald als Haltestelle Pilsen Reichsvorstadt (Plzeň Ríšské předměstí) erbaut.
Zuerst wurde westlich der Straßenüberführung ein Aufnahmsgebäude im Jugendstil errichtet. Die Station war sehr schnell bei den Bewohnern des Vorortes beliebt, zumal sie für die Beschäftigten der nahegelegenen Škoda-Werke verkehrsmäßig günstig lag. Zwischen 1919 und 1920 entstand ein zweites Aufnahmsgebäude auf der Ostseite der Straßenbrücke, das durch den Architekten R. Buriana im Neo-Renaissance-Stil entworfen und gebaut wurde. Das Gebäude auf der Westseite diente fortan als Abfahrtsgebäude, das östliche als Ankunftsgebäude.
1945 wurde der Bahnhof mit dem heutigen Namen Jižní předměstí versehen. In der folgenden Zeit wurden beide Gebäude mangels Instandhaltung mehr und mehr baufällig.
Beide Aufnahmsgebäude, die Bahnsteige mit den Treppen, die Brücken und die eisernen Geländer wurden am 11. September 1995 zum Kulturdenkmal der Tschechischen Republik erklärt.

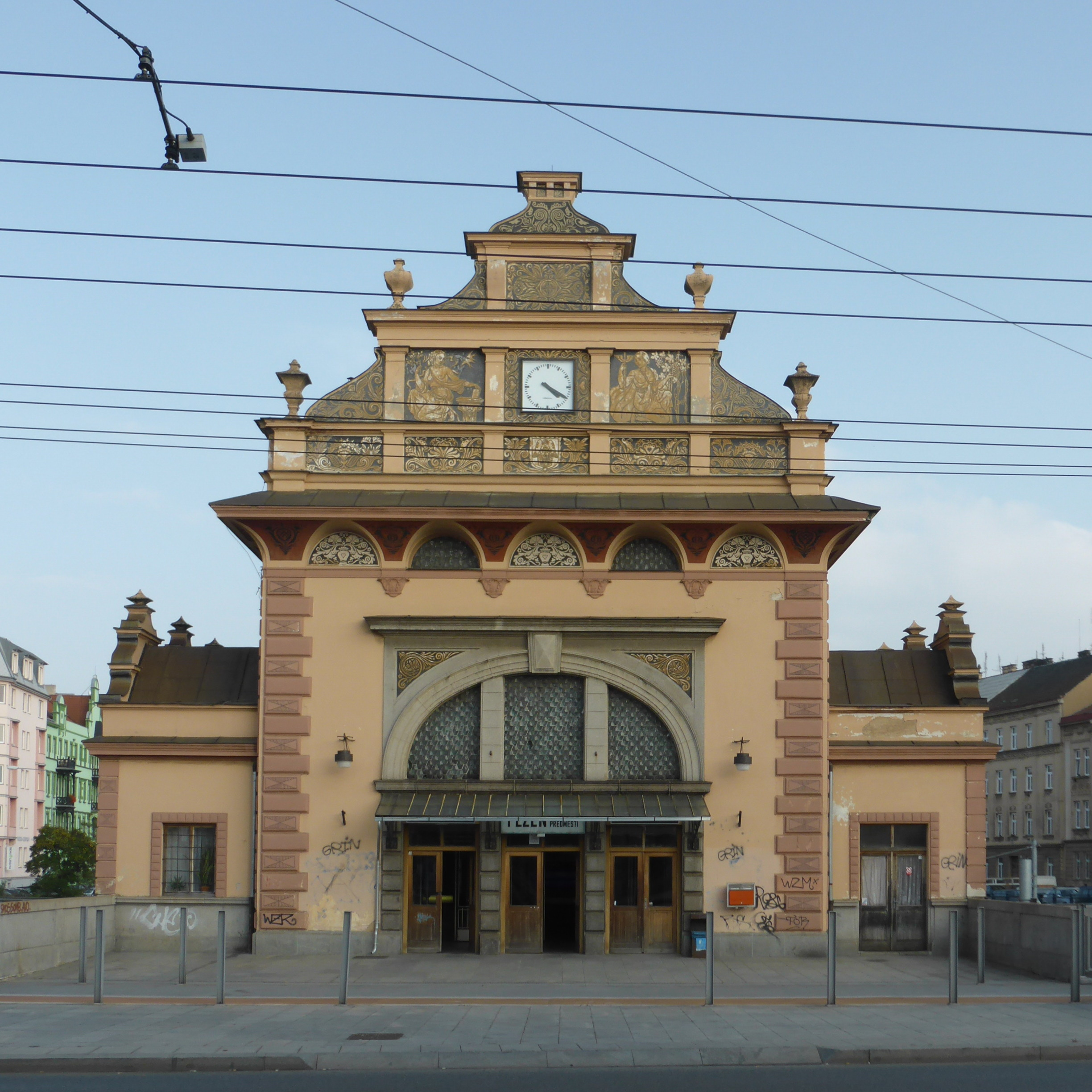
Aufnahmsgebäude Ost mit Fahrkartenschalter und Bahnsteigzugang, Straßenseite (2014)

Ende der 1980er / Anfang der 1990er Jahre wurde der Zustand der Gebäude immer schlechter. Ab 1986 wurde das westliche Gebäude nicht mehr für den Bahnbetrieb benötigt. Zu diesem Zeitpunkt suchte der Kulturverein Johancentrum einen neuen alternativen Aufführungsraum für unabhängige und experimentelle Kultur und konnte das desolate Gebäude anmieten. Jahrelang wurde Geld für die Renovierung gesammelt.
Während des Internationalen Theaterfestivals (tschechisch Mezinárodní festival Divadlo) 2000 wurde das Theater noch in der Baustelle erstmals bespielt. Der Kulturverein erhielt vom Eigentümer Československé státní dráhy einen Fünf-Jahres-Vertrag für die Nutzung, der anschließend verlängert wurde. Im Dezember 2006 wurde das Gebäude versteigert und der Kulturverein erhielt vom neuen Immobilienbesitzer ebenfalls einen Nutzungsvertrag.
Seit 2003 ist das Gebäude in den Sommermonaten täglich in Gebrauch. Das Fehlen einer festen Möblierung ermöglicht eine variable Nutzung. Durch die Abmessungen der Bühne mit einer Breite von zwölf Metern, einer Tiefe von zehn Metern und einer Höhe von 3,85 Metern sowie einer Zuschauer-Kapazität von 40 bis 80 Personen ist das Theater vielfältig bespielbar.
Da der Zugang unbefriedigend war, entwarf die Architektin Martina Kondra eine neue Brücke für Fußgänger und Radfahrer über die Bahnstrecken, die ebenfalls 2006 gebaut wurde.
Das östliche, weiter als Reisendenzugang genutzte Aufnahmsgebäude soll ab Oktober 2021 mit einem Kostenrahmen von 95,2 Millionen Kronen grundlegend instand gesetzt und modernisiert werden. Zur Herstellung der heute geforderten Barrierefreiheit wird ein Aufzug eingebaut, der die Eingangshalle auf Straßenniveau mit dem tiefer liegenden Inselbahnsteig verbindet.